# Oneirodes kreffti
Oneirodes kreffti är en fiskart som beskrevs av Pietsch, 1974. Oneirodes kreffti ingår i släktet Oneirodes och familjen Oneirodidae. Inga underarter finns listade i Catalogue of Life.